# Wahlenbergfjorden
Wahlenbergfjorden, traduït en català com a Fiord de Wahlenberg, és un fiord situat a la costa sud-oest de l'illa àrtica de Nordaustlandet, a l'arxipèlag de Svalbard, Noruega. Amb 46 quilòmetres de llargada i 15 d'amplada, és el cinquè fiord més llarg de l'arxipèlag, i el més llarg de l'illa. La seva boca s'obre a l'estret de Hinlopen, que separa l'illa de Spitsbergen de la Nordaustlandet.
El fiord es diu així pel naturalista suec Göran Wahlenberg (1780-1851) i ha estat conegut per aquest nom almenys des de la dècada del 1930. La glacera de Wahlenbergbreen a la Terra d'Òscar II, a Spitsbergen, també s'anomena així per a ell.